# Дестивель, Катрин
Катрин Моник Сюзанна Дестивель (род. 24 июля 1960, Оран) — французская скалолазка и альпинистка, известная соло восхождениями и победами на первых международных соревнованиях по скалолазанию в трудности. Она прошла соло три классические северные стены Альп: Эйгер, Гранд-Жорас и Маттерхорн. В марте 1992 г. Катрин стала первой женщиной, которая прошла соло Северную стену Эйгера за 17 часов. В феврале 1993 года она совершила первое женское зимнее соло восхождение на Гранд-Жорас.
Катрин Дестивель — первая женщина, именем которой назван альпинистский маршрут, пройденный ею в 1991 году на Дрю слева от ребра Бонатти. В 1997 г. часть скалы обрушилась и погребла под собой так никем и не повторенный маршрут.
Дестивель снялась в нескольких документальных фильмах, включая фильм французского режиссёра Rémy Tezier «Над вершинами» (Beyond the Summits (Au-delà des cimes)), который завоевал звание лучшего полнометражного фильма на фестивале Banff Mountain Film в 2009 году.

## Биография
Катрин Дестивель родилась в Оране на средиземноморском побережье Алжира у родителей-французов Сержа и Анни Дестивель. Она старшая из шестерых детей. Её отец увлекался скалолазанием и часто брал детей в лес Фонтенбло после их переезда в Париж (Франция).
Катрин обучалась в лицее Коро в Савиньи-юр-Орж. В школе она чувствовала себя чужой из-за «странного» увлечения горами, непонятного для её сверстников. Катрин почти каждые выходные ездила в горы с более опытными и старшими скалолазами и альпинистами. Лазать фри соло она начала в 13-14 лет. При этом Катрин утверждает, что всегда чувствует себя уверенно, как будто с ней ничего не может случиться. Фри соло она ходит только лёгкие для себя маршруты.
После школы Катрин выучилась на физиотерапевта в Школе физиотерапии Парижа и работала по специальности с 1981 по 1985 годы. Ещё подростком совершила несколько заметных восхождений на скалах возле замка Фрейр и в Доломитах, но переключилась на профессиональную карьеру в скалолазании и альпинизме только в 1985 году, когда приобрела популярность в фильмах о скалолазании и соло восхождениях. С 1985 года начала выступать на соревнованиях. Выиграла Sportroccia — первые международные соревнования по скалолазанию (в Бардонеккью и Арко, Италия), которые позже стали ежегодными соревнованиями Rock Master. В конце 1980-х была одной из сильнейших скалолазок на международной спортивной арене, три раза подряд выиграв Sportroccia. В июле 1987 году провалилась на снежном мосту в ледовую трещину во время восхождения на пик Эгюий-Верт. Она была не привязана верёвкой. В результате падения на глубину 35 метров Катрин сломала тазовую кость и позвоночник. Через год она снова выиграла Sportroccia.
В 1987 году вышла видеозапись с её знаменитым соло прохождением в Мали. В этом же году была опубликована первая книга Катрин Дестивель «Danseuse de Roc». Тогда же — опыт параглайдинга с вершины Килиманджаро в Танзании.
В 1988 году Катрин Дестивель стала первой женщиной, которая смогла пролезть маршрут сложностью 8а+, Chouca в районе Бюи (Buoux, Франция) по вертикали.
Выступала на соревнованиях на протяжении шести лет до 1990 года, после чего приняла решение полностью посвятить себя горам и переключилась на высотный альпинизм и прохождение сложных стен.
В 1990 году вместе с Кристин Жанин она принимала участие в престижной гонке по ски-альпинизму Pierra Menta, где они пришли третьими. В этом же году в связке с Джеффом Лоу свободным лазанием прошла Безымянную башню (Nameless Tower) в горах Каракорум в Пакистане (второе прохождение свободным лазанием).
Так же в 1990 году Катрин прошла широко известный в альпинистском сообществе маршрут «ребро Бонатти» по юго-западному ребру на Пти-Дрю. Боннати прошёл его соло за 6 дней в 1955 году. Ей понадобилось на это 4 часа. В 1991 году она пролезла очень тонкую ИТО-шную (англ.) щель, проходящую по крутой западной стене Пти-Дрю, за 11 дней. Этот маршрут получил её имя и обвалился не повторённым в 1997 году
В 1993 году Катрин Дестивель совершила попытку восхождения на восьмитысячник Макалу. В 1994 году в Тибете вместе с Эриком Декампом Дестивель поднялась по юго-западной стене Шиша-Пангмы в качестве акклиматизации перед восхождением по Южной стене Аннапурны. Но Аннапурна не удалась. Оказалось, что она плохо переносит высоту. Также в 1994 году Катрин в связке с Джеффом Лоу прошла Югославский маршрут на Большую Башню Транго.
В 1996 году с Эриком Декампом во время экспедиции в Антарктиду они совершили первое восхождение на «пик 4111» в горах Элсуэрт. Экспедиция была внезапно прервана падением Катрин с вершины на высоту 35 м со сложным переломом ноги. Пара поженилась в 1996 году, в следующем году у них родился сын Виктор.
В 1999 году Катрин Дестивель прошла директ северной стены Чимы Гранде де Лаваредо, первое женское прохождение.
С рождением сына Катрин в большей степени переключилась на карьеру писательницы и лектора, и меньше времени проводит в горах.

## Достижения на соревнованиях по скалолазанию
- 1985: 1 в Arco и Bardonecchia (Италия), первые международные соревнования по скалолазанию
- 1986: 1 в Arco и Bardonecchia (Италия)
- 1987: 1 в Lyon
- 1988: 1 в Bardonecchia (Италия)и 2 в Bercy Masters (Франция, Париж)
- 1989: 1 в Snowbird (США), 4 в Birmingham (Великобритания)
- 1990: 3 в Snowbird (США)

## Достижения на скалах
Дестивель была одной из сильнейших скалолазкой в тред-лазнии и фри соло.
- 1983 — La Dudule, Saussois, Франция (третья женская 7a)
- 1985 — Pichenibule, Verdon, Франция (третья женская 7b+)
- 1985 — Fleur de Rocaille, Mouriès, Франция (первая женская 7c+/8a)
- 1988 — Rêve de Papillon, Buoux, Франция (четвертая женская 8a)
- 1988 — Elixir de Violence, Buoux, Франция (8a)
- 1988 — Samizdat, Cimaï, Франция (8a)
- 1988 — La Diagonale du Fou, Buoux, Франция (8a)
- 1988 — Chouca, Buoux, Франция (первое женское прохождение категории 8a+)

## Знаменитые прохождения фри соло
- 1985 — El Puro, Mallos de Riglos В Испании
- 1987 — Bandiagara Escarpment в Мали
- 1989 — Phi Phi Islands в Таиланде
- 1997 — Олд-Ман-оф-Хой на Оркнейских островах в Шотландии.

## Знаменитые первопрохождения в Альпах
Дестивель была первой женщиной, которая сделала соло восхождения на вершины:
- 1990 (октябрь) — «ребро Бонатти» на Пти-Дрю.
- 1991 (июнь) — новый маршрут на Пти-Дрю за 11 дней, (24 июня — 4 июля). «Маршрут Дестивель» был первым маршрутом на стене горы, названный в честь женщины.[12]
- 1992 (март) — Северная стена Эйгера
- 1993 (февраль) — Гранд-Жорас по ребру Walker, технически сложнее Северной стены Эйгера
- 1994 (февраль) — маршрут Бонатти на Северной стене Маттерхорна
- 1999 (июнь) — директ северной стены Чимы Гранде де Лаваредо, первое женское прохождение

## Знаменитые экспедиции
- 1990 — Безымянная башня Транго, Югославский маршрут с Джеффом Лоу.
- 1992 — North Ridge на Латок I, неудачная попытка в связке с Джеффом Лоу, прекращенная на высоте 6000 м.
- 1994 — Шиша-Пангма по левому кулуару Юго-западной стены, (Kurtyka-Loretan-Troillet Route) с Эриком Декампом.
- 1996 — Пик 4111 (горы Элсуорт, Антарктида), с Эриком Декампом.

## Книги
Дестивель — автор следующих книг:
- Danseuse de roc, Denoël, 1987 (ISBN 978-2-207-23394-8)
- Rocs nature (с фотографиями Gérard Kosicki), Denoël, 1991 (ISBN 978-2-207-23898-1)
- Annapurna: Duo pour un 8000 (с Эриком Декампом), Arthaud, 1994 (ISBN 2-7003-1059-4)
- L’apprenti alpiniste: L’escalade, l’alpinisme et la montagne expliqués aux enfants (с Эриком Декампом и Gianni Bersezio), Hachette Jeunesse, 1996 (ISBN 978-2-01-291662-3)
- Ascensions, Arthaud, 2003 (ISBN 2-7003-9594-8)
- Le petit alpiniste: La montagne, l’escalade et l’alpinisme expliqués aux enfants (с Эриком Декампом и Claire Robert), Guérin, 2009 (ISBN 978-2-35221-038-2)

## Фильмы
- E Pericoloso Sporgersi, Robert Nicod, 1985
- Seo, Pierre-Antoine Hiroz, 1987
- Solo Thai, Laurent Chevallier, 1989
- Nameless Tower, David Breashears, 1990
- 11 Jours dans les Drus, Gilles Sourice, 1991
- Eiger, Stéphane Deplus, 1992
- Ballade à Devils’s Tower, Pierre-Antoine Hiroz, 1992
- La Cascade, Pierre-Antoine Hiroz, 1997
- Rock Queen, Martin Belderson, 1997
- Au-delà des cimes, Rémy Tézier, 2008